# Цзыюнь-Мяо-Буиский автономный уезд
Цзыюнь-Мяо-Буиский автономный уезд (кит. упр. 紫云苗族布依族自治县, пиньинь Zǐyún MiáozúBùyīzú zìzhìxiàn) — автономный уезд городского округа Аньшунь провинции Гуйчжоу (КНР).

## История
Во времена империи Цин в 1669 году здесь был создан Гуйхуаский комиссариат (归化厅) Аньшуньской управы (安顺府). После Синьхайской революции в Китае была проведена реформа структуры административного деления, в ходе которой комиссариаты и управы были упразднены, поэтому в 1914 году Гуйхуаский комиссариат был преобразован в уезд Цзыюнь (紫云县).
После вхождения этих мест в состав КНР в 1950 году был создан Специальный район Аньшунь (安顺专区), и уезд вошёл в его состав. В 1956 году был создан Цяньнань-Буи-Мяоский автономный округ, и уезд был передан в его состав. В 1958 году уезд был возвращён в состав Специального района Аньшунь.
11 февраля 1966 года уезд Цзыюнь был преобразован в Цзыюнь-Мяо-Буиский автономный уезд.
В 1970 году Специальный район Аньшунь был переименован в Округ Аньшунь (安顺地区).
Постановлением Госсовета КНР от 23 июня 2000 года округ Аньшунь был преобразован в городской округ.

## Административное деление
Автономный уезд делится на 5 посёлков и 7 волостей.